# Bataille de Borgerhout (1579)
La bataille de Borgerhout, qui se déroule le 2 mars 1579, s'inscrit dans le contexte de la guerre de Quatre-Vingts Ans, conflit opposant les provinces néerlandaises insurgées à la couronne espagnole. Menée par Alexandre Farnèse, Prince de Parme, l'offensive espagnole cible un camp fortifié près d'Anvers, défendu par des contingents franco-anglais, écossais et wallons, affiliés à l'Union d'Utrecht. Cet affrontement illustre les tensions religieuses et politiques qui déchirent les Pays-Bas bourguignons, à la suite de la pacification de Gand, marquant une tentative de résistance contre l'hégémonie espagnole et la recherche d'une autonomie provinciale.
Malgré la victoire des rebelles à la bataille de Rijmenam en juillet 1578, une grande partie des Pays-Bas méridionaux est perdue au profit de l'Armée espagnole durant l'automne. Bruxelles est alors menacée, ce qui conduit les États généraux à se déplacer vers Anvers, jugée plus sûre. Profitant de l'indiscipline de l'armée rebelle néerlandaise, Alexandre Farnèse décide, au début de 1579, de mettre le siège devant Maastricht. Pour détourner l'attention des rebelles de son objectif principal et effrayer les habitants d'Anvers, il déplace ses troupes afin de surprendre le village de Borgerhout, situé à proximité d'Anvers. Ce village abrite une partie de l'Armée des États néerlandais, comprenant entre 3000 et 4 000 fantassins, qui constituent l'épine dorsale de l'armée rebelle. Cette force est composée de calvinistes français sous le commandement de François de la Noue, ainsi que de troupes anglaises et écossaises dirigées par John Norrey.